# Mistrzostwa Świata w Piłce Ręcznej Mężczyzn 2031
Ten artykuł dotyczy przyszłego wydarzenia sportowego. Informacje w nim zawarte zmienią się w przyszłości.
Mistrzostwa Świata w Piłce Ręcznej Mężczyzn 2031 – trzydzieste drugie mistrzostwa świata w piłce ręcznej mężczyzn, oficjalny międzynarodowy turniej organizowany przez IHF mający na celu wyłonienie najlepszej męskiej reprezentacji narodowej w piłce ręcznej na świecie, które odbędą się w Danii, Norwegii i Islandii w styczniu 2031 roku.

## Wybór organizatora
W kwietniu 2023 roku Międzynarodowa Federacja Piłki Ręcznej ogłosiła terminarz wyłaniania gospodarza tych mistrzostw – kandydatury wraz z potwierdzeniem spełniania warunków formalnych miały być przesyłane do 30 czerwca 2023 roku, zaś ostateczny termin składania oficjalnych aplikacji upływał 30 września tego roku. Decyzja o przyznaniu praw do organizacji turnieju miała zostać podjęta na spotkaniu Rady IHF 16 kwietnia 2024 roku, a zaakceptowane listy intencyjne złożyły wspólnie Dania, Islandia i Norwegia oraz Francja wraz z Niemcami. Zadecydowano wówczas o przyznaniu organizacji mistrzostw kandydaturze skandynawskiej
Islandia gościła już męskie mistrzostwa w 1995, a Dania w 1978 i 2019. W Danii i Norwegii odbyły się też łącznie cztery edycje żeńskiego czempionatu – dwie wspólne i po jednej samodzielnie organizowanej.